# Bassignac-le-Haut
Bassignac-le-Haut este o comună în departamentul Corrèze din centrul Franței. În 2009 avea o populație de 205 de locuitori.

## Evoluția populației
| An        | 1975 | 1982 | 1990 | 1999 | 2006 | 2009 |
| --------- | ---- | ---- | ---- | ---- | ---- | ---- |
| Populație | 426  | 395  | 311  | 212  | 164  | 205  |